# Böckenförde genannt Schüngel

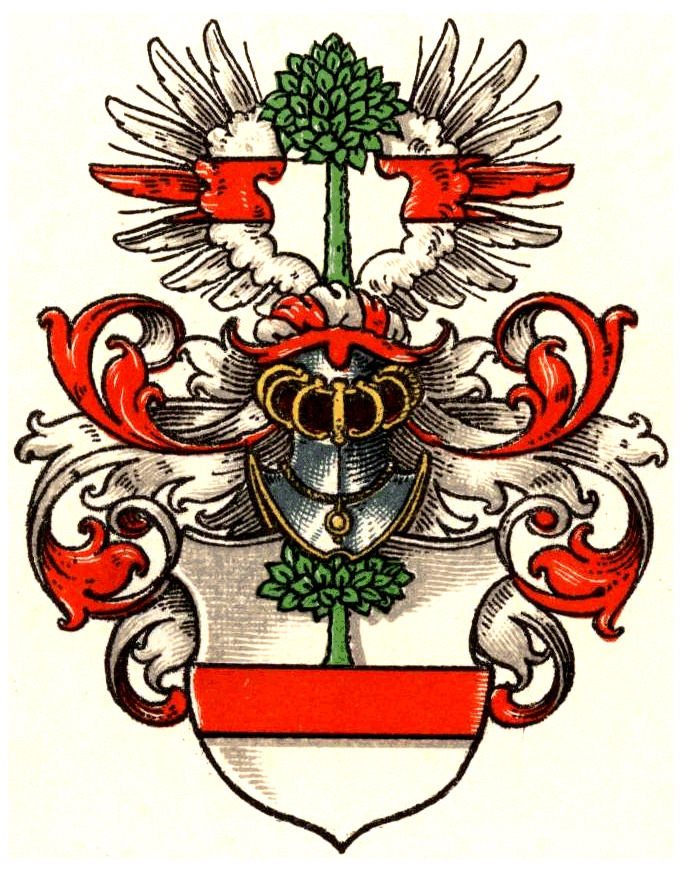
Wappen derer von Böckenförde gen. Schüngel

Böckenförde genannt Schüngel (auch Bockenförde, Bockenvoerde, Schungel, auch Schungel von Bechenroda) war ein altes westfälisches Adelsgeschlecht.

## Besitzungen
Seinen Stammsitz hatte das Geschlecht in Bockenförde bei Lippstadt. Diesen Besitz hatte es bereits um 1244 inne. Es besaß später auch Haus Echthausen oder Schloss Wocklum. In Neheim hatte es zudem ein Burgmannenhaus zu Lehen, später im Eigenbesitz. Dieses Haus Neheim war Keimzelle der Stadt und ging im 18. Jahrhundert auf die Familie Fürstenberg über. Dem Geschlecht gehörte zeitweise auch Haus Hemer. Seit 1400 besaß es bis zum Aussterben dieser Linie das Rittergut Oevinghausen bei Waltringen. Zeitweise befand sich auch Haus Bruchhausen im Besitz der Familie Böckenförde genannt Schüngel. In Balve besaß die Familie eine Grablege.

## Geschichte
Ein Heinrich von Böckenförde war 1440 Landmeister des Deutschen Ordens in Livland. Johan von Schungel war 1510 kurkölner Amtmann in Arnsberg. Zahlreiche Angehörige waren seit dem Mittelalter Droste des Amtes Werl. Albert von Schüngel war um 1370 daneben auch Drost des Amtes Balve und wird als Rat des Erzbischofs von Köln genannt. Die Familie behielt das Amt bis zum Ende des 16. Jahrhunderts. Im Herzogtum Westfalen stellte die Familie mehrere Landdrosten. Diese waren damit weltliche Stellvertreter des Kurfürsten von Köln in deren westfälischem Landesteil. Einer davon war Hennecke von Bockenförde, genannt Schüngel, Herr zu Wocklum (1498–1561), kurkölnischer Landdroste im Herzogtum Westfalen und als Droste des Amtes Balve in kurkölnischen Diensten stand.
Als Teil des westfälischen Stiftsadels brachte das Geschlecht zahlreiche Kanoniker vielfach in Hildesheim und andere geistliche Würdenträger hervor. Heinrich von Bockenförde war 1415 Abt von Kloster Berge bei Magdeburg. Ein Gerwin von Schüngel war bis 1455 Vorsteher („Propst“) des Klosters Wedinghausen. Ein ungewöhnlicher Fall war Johann Christoph von Bockenförde, der 1521 in türkischen militärischen Diensten stand, in erster Ehe eine Türkin und in zweiter Ehe eine Französin heiratete, ehe er nach deren Tod Mönch im Kloster Liesborn wurde.
Folgt man Kneschke soll das Geschlecht in Westfalen im 18. Jahrhundert erloschen sein. Tatsächlich hat es zumindest bis in das 19. Jahrhundert hinein noch eine Linie in Echthausen gegeben. Auch in Livland hat es zumindest noch Anfang des 19. Jahrhunderts Angehörige des Geschlechts gegeben.

## Wappen
In Silber ein roter Balken, aus dem oben ein grüner Baum herauswächst. Auf dem Helm mit rot-silbernen Decken ein rot-silberner Wulst, darüber ein offener, mit dem Balken belegter silberner Flug, dazwischen der Baum aus dem Wulst hervorwachsend.

## Personen
- Albert von Schüngel (* um 1344; † 1414/1421), Rat des Erzbischofs von Köln
- Heinrich von Bockenförde war 1415 Abt von Kloster Berge bei Magdeburg
- Degenhard von Schüngel (* um 1372; † 1440), wurde am 24. August 1420 zum Werler Drost vereidigt.[6]
- Gerwin von Schüngel war bis 1455 Propst des Klosters Wedinghausen
- Heinrich von Böckenförde war 1435–1437 Landmeister in Livland
- Johann von Böckenförde (* um 1460; † 1545) war Landdrost des Herzogtums Westfalen
- Henning von Böckenförde gen. Schüngel war um 1541–1561 Landdrost im Herzogtum Westfalen.
- Georg Ernst von Böckenförde gen. Schüngel zu Echthausen war 1685–1719 Landdrost im Herzogtum Westfalen